# Glorieta de la Reconciliació
La Glorieta de la Reconciliació és una obra de Tarragona protegida com a Bé Cultural d'Interès Local.

## Descripció
Petit parc urbà sota el Passeig de Sant Antoni. Té dos nivells diferents; al de baix hi ha un monument als morts de la guerra civil; al de dalt, la "glorieta", hi ha un grup escultòric dedicat a Sant Joan Baptista de la Salle.